# بوزدوعان (سیریک)
بوزدوعان (ترکی استانبولی: Bozdoğan) یک محله در ترکیه است که در ناحیهٔ سریک، آنتالیا واقع شده است. جمعیت این محله تا سال ۲۰۲۲ برابر با ۱۳۳ نفر بوده است.